# Roville-devant-Bayon
 Roville-devant-Bayon  là một xã thuộc tỉnh Meurthe-et-Moselle trong vùng Grand Est đông bắc nước Pháp. Xã này nằm ở khu vực có độ cao trung bình 245 mét trên mực nước biển.